# میلتون ۴۳۳۲
سیارک ۴۳۳۲ (به انگلیسی: 4332 Milton، نامگذاری:1983RC) چهار هزار و سیصد و سی و دومین سیارک کشف شده‌است که در ۵ سپتامبر ۱۹۸۳ کشف شد.
قدر مطلق سیارک برابر ۱۱٫۹۰ است.